# Комплексно спрегнато
В математиката комплексно спрегнато на комплексно число е число с равна реална част и равна имагинерна част, взета с обратен знак. Например комплексно спрегнатото на числото {\displaystyle 3+4i} е числото {\displaystyle 3-4i}.
В полярна форма, комплексно спрегнатото на {\displaystyle \displaystyle \rho e^{i\phi }} е {\displaystyle \displaystyle \rho e^{-i\phi }}. Това може да се покаже, използвайки формулата на Ойлер.
Комплексно спрегнатите се използват за намирането на корени на полиноми. Съгласно теоремата за комплексно спрегнатите корени, ако дадено комплексно число е корен на полином за променлива с реални коефициенти (например при квадратно или кубично уравнение), корен на полинома е и комплексно спрегнатото на това число.